# آرنولد آدولف برتولد
آرنولد آدولف برتولد (آلمانی: Arnold Adolph Berthold) زاده ۲۶ فوریه ۱۸۰۳ و مرگ به تاریخ ۱۸۶۱م، یک پزشک و جراح پژوهشگر آلمانی بود. وی از پیشگامان مطالعه غدد درونریز شناخته شده و آزمایشهایی که بر روی جانوران و غدد جنسی خروس‌ها انجام داده معروف است.

## پژوهش آزمایشگاهی

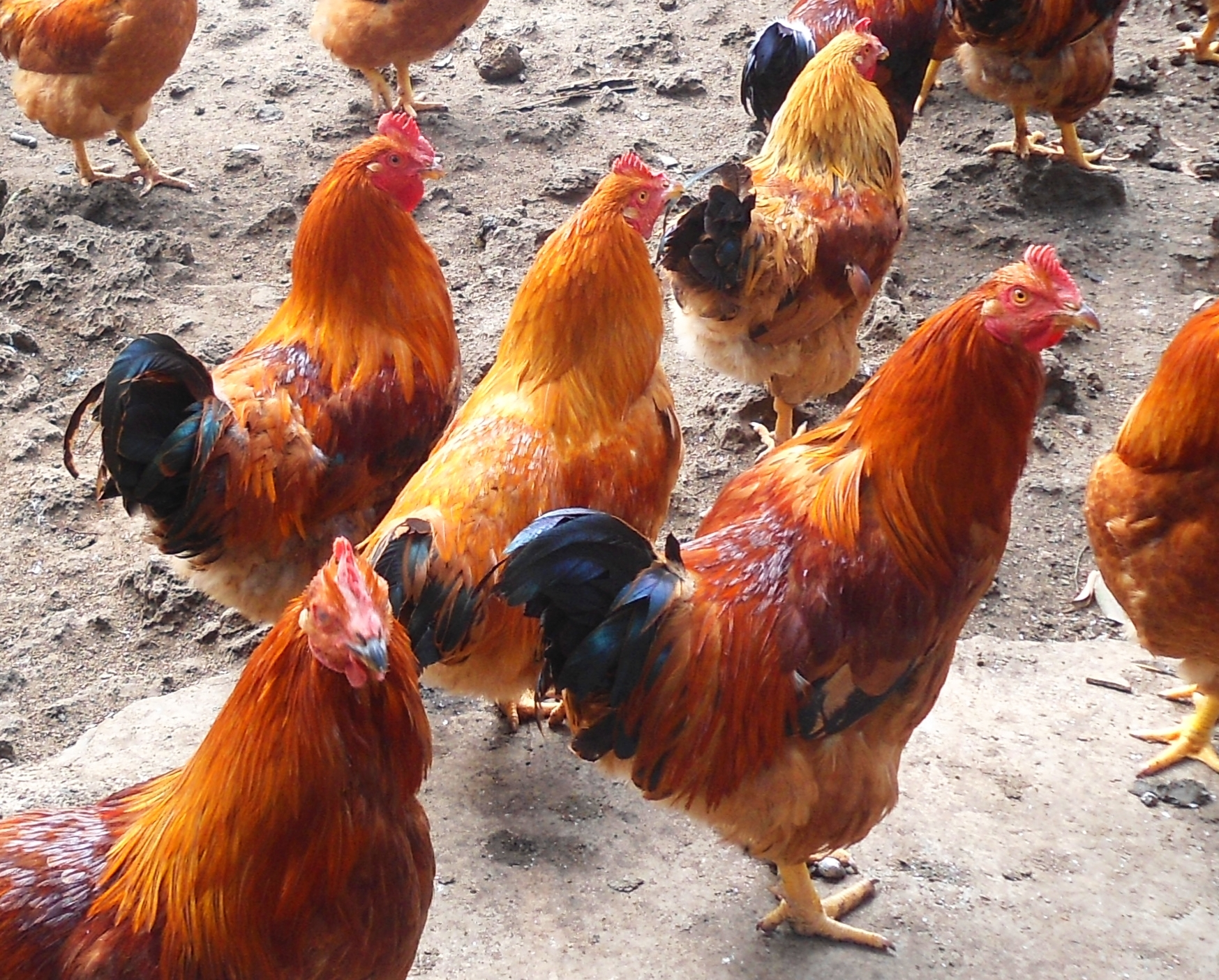
نمونه ای از ظاهر خروس‌های اخته با تاجهایی کوچکتر از معمول

پس از تحصیل پزشکی در دانشگاه گوتینگن آرنولد برتولد، خیلی زود کارآموزی حرفه ای را کنار گذاشت و به مطالعه و انتشار مطلب در مورد غدد درون‌ریز و متابولیسم پرداخت و از جمله مقاله ای در مورد غده تیروئید طوطی نوشت. در آن دوران هر چند نحوه تأثیر ترشحات غدد بر بدن در میان اهل علم و مردمان عادی شناخته شده بود. اما دانشمندان تا قرن نوزدهم میلادی آگاهی عمیقی از این چگونگی نداشتند. در عمل، اخته کردن حیوانات نر در ارتباط با اهداف دامپروری و اخته کردن پسران جوان به منظور پرورش کاستراتی مرسوم بود و پیامدهای آن، هم در حیوانات و هم بشر تجربه و به کار گرفته شده بود. عدم بروز صفات ثانویه جنسی، هم در جسم و هم در رفتار موجودات اخته، مانند عدم رشد تاج در خروس و ریش و سبیل در مردان یا گوشه‌گیری و دوری از خشونت، بر همگان آشکار بود. اما این موضوع در ادبیات علمی وقت، بازتاب چندانی نداشت. تا این که در تاریخ ۸ فوریه ۱۸۴۹م، آرنولد برتولد، در انجمن سلطنتی دانشمندان گوتینگن در یک سخنرانی رسمی در مورد آزمایشی که روی جوجه خروسها انجام داده بود، توضیح داد و مورد توجه محافل علمی واقع شد. در این آزمایش او از میان ۶ جوجه خروس، ۴ عدد را اخته کرده بود و به مقایسه دقیق و ثبت جزئیات رشد آنها با رشد ۲ خروس اخته نشده پرداخته بود. از آن پس آرنولد برتولد، به این گونه آزمایشها ادامه داد و با پیوند مجدد بیضه به خروس اخته و مرغ، تلاش کرد تا تأثیر فعالیت غدد جنسی بر بدن و رفتار را بهتر شناخته و شرح دهد. در ادامه این مطالعات وی کالبد حیواناتی که به آنها بیضه پیوند داده بود را شکافت و متوجه شد که تنها ارتباط بیضه پیوند خورده با بدن جانور از طریق گردش خون است و هیچ ارتباط عصبی قابل ردیابی نیست. این مشاهده، تصور رایج وقت، مبنی بر اینکه ویژگی‌های جنسی از طریق دستگاه عصبی دیکته می‌شوند را به چالش کشید و از این نظر اهمیت پیدا کرد. با این وجود، این نکته مهم توسط برتولد و دیگر پژوهشگران وقت تا پنج دهه بعد، پیگیری نشد تا آن که بعدها در این زمینه اطلاعات بیشتری گرد آمد و در درمان بیماریهای تیروئیدی به کار گرفته شد.